# The Christmas Song (EP)
| Đánh giá chuyên môn | Đánh giá chuyên môn |
| Nguồn đánh giá      | Nguồn đánh giá      |
| Nguồn               | Đánh giá            |
| ------------------- | ------------------- |
| Allmusic            | [ 2 ]               |
| Los Angeles Times   | [ 3 ]               |

The Christmas Song là EP của ca sĩ nhạc đồng quê người Mĩ Jamey Johnson. EP này phát hành vào ngày 19 tháng 11 năm 2014. Đây cũng là sản phẩm đầu tiên mà công ty thu âm Big Gassed Records của Johnson phát hành.
Album bao gồm bốn bản hát lại các bài hát chủ đề Giáng sinh, cộng với một bài hát gốc được sáng tác bởi Johnson, "South Alabam Christmas". Bài hát này là bài hát gốc mới nhất được sáng tác bởi Johnson kể từ khi album The Guitar Song phát hành năm 2010.
EP này được dự định sẽ là một bước tiến sâu hơn tới những dự án âm nhạc mới của Johnson, dự kiến sẽ phát hành vào năm 2015.

## Danh sách bài hát
- Danh sách và thứ tự các bài hát được kiểm chứng trên iTunes.[7]

| STT              | Nhan đề                                         | Sáng tác                  | Thời lượng |
| ---------------- | ----------------------------------------------- | ------------------------- | ---------- |
| 1.               | "Baby It's Cold Outside" (hát cùng Lily Meola)  | Frank Loesser             | 3:28       |
| 2.               | "Mele Kalikimaka" (hát cùng The Secret Sisters) | Robert Alexander Anderson | 2:53       |
| 3.               | "South Alabam Christmas"                        | Jamey Johnson             | 3:41       |
| 4.               | "Pretty Paper"                                  | Willie Nelson             | 2:38       |
| 5.               | "The Christmas Song"                            | Robert Wells, Mel Tormé   | 3:59       |
| Tổng thời lượng: | Tổng thời lượng:                                | Tổng thời lượng:          | 16:49      |

## Xếp hạng
| Bảng xếp hạng (2014)                 | Vị trí cao nhất |
| ------------------------------------ | --------------- |
| Album Hoa Kỳ Top Country (Billboard) | 43              |